# مارتين داي
مارتين داي (بالإنجليزية: Martyn Day)‏ هو سياسي بريطاني، ولد في 1971 في المملكة المتحدة. حزبياً، نشط في الحزب القومي الاسكتلندي. وقد في الانتخابات العامة في المملكة المتحدة 2015، انتخب عضو برلمان المملكة المتحدة الـ56 عن دائرة لينليذغاو وفالكيرك الشرقية وقد انضم خلال فترته النيابية ‏ (8 مايو 2015 – 3 مايو 2017)  للكتلة البرلمانية الحزب القومي الاسكتلندي وفي الانتخابات التشريعية البريطانية 2017، انتخب عضو برلمان المملكة المتحدة الـ57 عن دائرة لينليذغاو وفالكيرك الشرقية وقد انضم خلال فترته النيابية ‏ (8 يونيو 2017 – )  للكتلة البرلمانية الحزب القومي الاسكتلندي.